# Pontianak
Pontianak  város Indonéziában, a Kapuas folyó torkolatában Borneó nyugati partján. A város az Egyenlítőn fekszik. Nyugat-Kalimantan tartomány székhelye. Lakossága 550 ezer fő volt 2010-ben.
Fontos kikötő, ahonnan gumit, pálmaolajat, élelmiszert és aranyat exportálnak. Fontos iparág a hajóépítés és az élelmiszer-feldolgozás. 
A lakosság jelentős része kínai (31%), maláj (26%), a többi: őslakos (bugis, dajak), jávai.

## Éghajlata

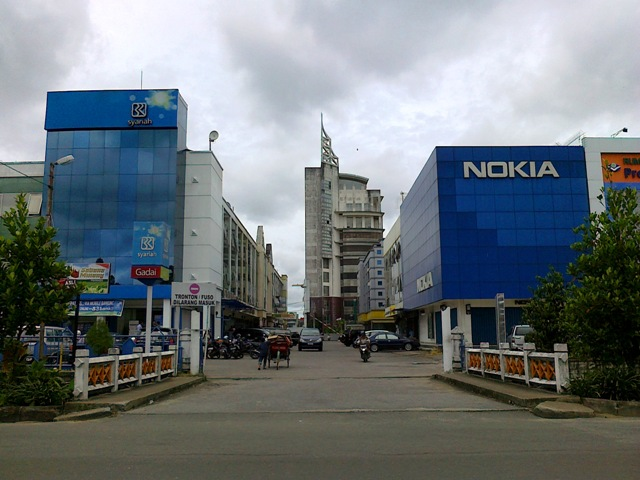
Pontianak központja

| Hónap                                          | Jan. | Feb. | Már. | Ápr. | Máj. | Jún. | Júl. | Aug. | Szep. | Okt. | Nov. | Dec. | Év   |
| ---------------------------------------------- | ---- | ---- | ---- | ---- | ---- | ---- | ---- | ---- | ----- | ---- | ---- | ---- | ---- |
| Átlagos max. hőmérséklet (°C)                  | 32,4 | 32,7 | 32,9 | 33,2 | 33,0 | 33,2 | 32,9 | 33,4 | 32,6  | 32,6 | 32,2 | 32,0 | 32,8 |
| Átlagos min. hőmérséklet (°C)                  | 22,7 | 22,6 | 23,0 | 23,2 | 23,4 | 23,1 | 22,5 | 22,3 | 22,6  | 22,8 | 22,6 | 22,4 | 22,8 |
| Átl. csapadékmennyiség (mm)                    | 260  | 215  | 254  | 292  | 256  | 212  | 201  | 180  | 295   | 329  | 400  | 302  | 3196 |
| Forrás: World Meteorological Organization (UN) |      |      |      |      |      |      |      |      |       |      |      |      |      |

## Fordítás
- Ez a szócikk részben vagy egészben  a   Pontianak című angol Wikipédia-szócikk fordításán alapul.  Az eredeti cikk szerkesztőit annak laptörténete sorolja fel. Ez a jelzés csupán a megfogalmazás eredetét és a szerzői jogokat jelzi, nem szolgál a cikkben szereplő információk forrásmegjelöléseként.
- Ez a szócikk részben vagy egészben  a   Kota Pontianak című indonéz Wikipédia-szócikk fordításán alapul.  Az eredeti cikk szerkesztőit annak laptörténete sorolja fel. Ez a jelzés csupán a megfogalmazás eredetét és a szerzői jogokat jelzi, nem szolgál a cikkben szereplő információk forrásmegjelöléseként.